# تطبيق القانون في ترانسنيستريا

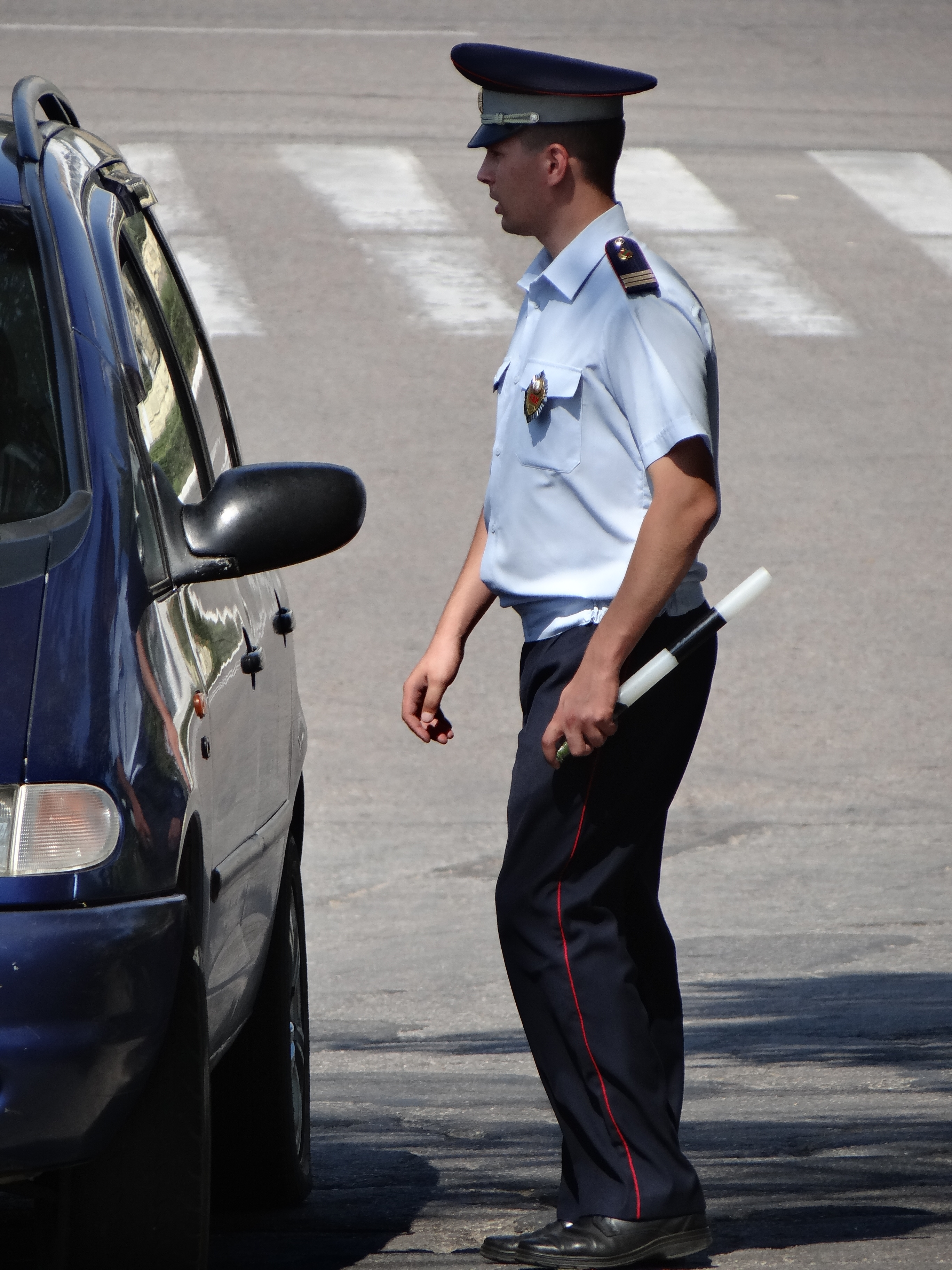
شرطي ترانسنيستري في تيراسبول.

تطبيق القانون في ترانسنيستريا يتم تحت إدارة قوات الشرطة الخاصة بالأقليم (ميليتسيا الجمهورية البريدنيستروفية المولدوفية). تعمل ترانسنيستريا كجمهورية رئاسية بحكومتها الخاصة، وبرلمانها الخاص، جيشها الخاص، قواتها شبه العسكرية وقواتها البوليسية (قوات شرطة المليتسيا)، ودستورها، عملتها، نظامها البريدي وطوابعها، علمها، نشيدها وشعارها الوطنيين.
ولكن بالرغم من ذلك، الإعتراف الدولي بسيادتها مقتصر على أبخازيا وأوسيتيا الجنوبية (وهاتان الدولتان الإعتراف الدولي بسيادتهما محدود وجزئي أصلا) ولكن بالرغم من كل ذلك، وبسبب الحالة النزاع في ترانسنيستريا، فهي تخضع لهيئات الأمن وأطماع ومخاوف الدول الأخري، حيث يعمل ضباط الشرطة الروس والترانسنيستريون جنبا إلي جنبا للقيام بدوريات الشرطة في حدود الأمر الواقع بين ترانسنيستريا ومولدوفا. وزارة الشؤون الداخلية للجمهورية البريدنيستروفية المولدوفية (MVD) هي الجهاز الرئيسي لتطبيق القانون في التشكيل الحكومي الترانسنيستري. بعض قوات الأمن شبه العسكرية مثل القوات الداخلية تعزز الشرطة (الميليتسيا)، وتعمل كشرطة مكافحة الشغب أثناء الصراعات الداخلية.

## التأثير الروسي
تتواجد في ترانسنيستريا مجموعة عمليات قوية من القوات الروسية قوامها 2500 جندي، بالإضافة إلي أكثر من عشرون ألف طن من أسلحة وذخيرة من العصر السوفيتي (في مخزن كوباسنا للذخيرة). وتطالب مولدوفا ومنظمة الأمن والتعاون في أوروبا بانسحاب هذه القوات. وفقًا لحكم أصدرته المحكمة الأوروبية لحقوق الإنسان، فإن وجود هذه القوات غير قانوني (ينتهك اتفاق 21 يوليو 1992 لوقف إطلاق النار في حرب ترانسنيستريا)، وأن ترانسنيستريا "تخضع للسلطة الفعلية أو على الأقل التأثير المباشر لروسيا".
وأثناء جلاء القوات الروسية من مولدوفا نفسها ومن المنطقة الأمنية إلى روسيا بحلول يناير 1993، واصلت روسيا الاحتفاظ بوجود عسكري كبير في ترانسنيستريا. في 21 أكتوبر 1994، وقعت روسيا ومولدوفا اتفاقية تلزم روسيا بسحب قواتها خلال ثلاث سنوات، ولكن هذه الاتفاقية لم تدخل حيز التنفيذ لأن مولدوفا فقط هي التي صادقت عليها. أستغل الدبلوماسيون المولدوفيون المفاوضات المتعلقة بإعتماد معاهدة القوات المسلحة التقليدية في أوروبا، وتمكنوا من ضمان إدراج فقرة خاصة بشأن طرد القوات الروسية من أراضي مولدوفا في نص إعلان قمة منظمة الأمن والتعاون الأوروبية في إسطنبول (1999)، والذي بموجبه وعدت روسيا بسحب قواتها من ترانسنيستريا بحلول نهاية عام 2002.
ومع ذلك، وحتى بعد عام 2002، استمرت روسيا في تجاهل الاتفاقيات التي أبرمتها مع الحكومة في كيشيناو ومع المجتمع الدولي بشأن سحب قواتها من مولدوفا. وفي نهاية المطاف، وقع الرئيس فلاديمير بوتين على قانون التصديق على معاهدة الأسلحة الثقيلة في أوروبا في 19 يوليو 2004، والتي كانت تلزم روسيا بإزالة الأسلحة الثقيلة المحدودة بموجب هذه المعاهدة من مولدوفا بحلول نهاية عام 2001.
خلال الفترة من 2000 حتي 2001، ومن أجل الامتثال لمعاهدة الأسلحة المشتركة، سحبت روسيا 125 قطعة من المعدات المحدودة بموجب المعاهدة و60 عربة سكة حديدية تحتوي على ذخيرة من منطقة ترانسنيستريا في مولدوفا. في عام 2002، سحبت روسيا 3 قطارات فقط من المعدات العسكرية (118 عربة سكة حديدية) و2 بهما ذخيرة (43 عربة) من منطقة ترانسنيستريا في مولدوفا، وفي عام 2003، سحبت 11 قافلة من السكك الحديدية تنقل المعدات العسكرية و31 قافلة تنقل الذخيرة. حسب بعثة منظمة الأمن والتعاون الأوروبية روبا إلى مولدوفا، من إجمالي 42 ألف طن من الذخيرة المخزنة في ترانسنيستريا، تم نقل 1153 طناً (أي 3%) إلى روسيا في عام 2001، و2405 أطنان (أي 6%) في عام 2002، و16573 طناً (أي 39%) في عام 2003. وقد تم إيقاف سحب القوات بعد ذلك.
صرح أندريه ستراتان، وزير خارجية مولدوفا، خلال خطابه بالاجتماع الثاني عشر للمجلس الوزاري بمنظمة الأمن والتعاون الأوروبية في صوفيا الذي عقد في يومي 6 و7 ديسمبر 2004، بأن "وجود القوات الروسية على أراضي جمهورية مولدوفا يتعارض مع الإرادة السياسية للسلطات الدستورية المولدوفية ويتحدى المعايير والمبادئ الدولية المعترف بها بالإجماع، حيث تعتبره السلطات المولدوفية احتلالًا عسكريًا أجنبيًا منتشرًا بشكل غير قانوني على أراضي الدولة" وتستمر روسيا في "الحفاظ على أقليم دنيستر ككيان شبه مستقل من خلال وسائل مباشرة وغير مباشرة"